# Jiří Valenta (fotbalista)
Jiří Valenta (* 14. února 1988) je český fotbalový záložník, hráč klubu FK Mladá Boleslav od července 2017 na hostování v Šachteru Karagandy. Mimo Česko působil na klubové úrovni na Slovensku, od léta 2017 je v Kazachstánu. Je bývalý mládežnický reprezentant Česka.

## Klubová kariéra
Svou fotbalovou kariéru začal v týmu Slovan Kunratice, odkud v průběhu mládeže zamířil do klubu SK Slavia Praha. Před sezonou 2006/07 odešel do mužstva FK Baumit Jablonec. Od července 2010 začaly jeho anabáze po hostováních. Nejprve v ročníku 2010/11 působil na v klubu 1. FC Slovácko. V podzimní části sezony 2011/12 nastupoval za slovenská mužstva FK Senica a následující půl rok oblékal dres celku FK Viktoria Žižkov. V srpnu 2012 Jablonec definitivně opustil a stal se hráčem Slovácka. V létě 2016 měl o hráče zájem klub 1. FK Příbram, ale nakonec zamířil do FK Mladá Boleslav, kde podepsal tříletý kontrakt.
V létě 2017 odešel na hostování do Kazachstánu do klubu Šachter Karagandy. Sešel se zde s krajanem Jakubem Chlebounem.

## Reprezentační kariéra
Valenta je bývalý mládežnický reprezentant České republiky. Postupně nastupoval za výběry do 16, 17, 18, 19, 20 a 21 let.
V létě 2007 byl členem české fotbalové reprezentace do 20 let, s níž vybojoval stříbrné medaile na mistrovství světa v Kanadě.